# Mesías

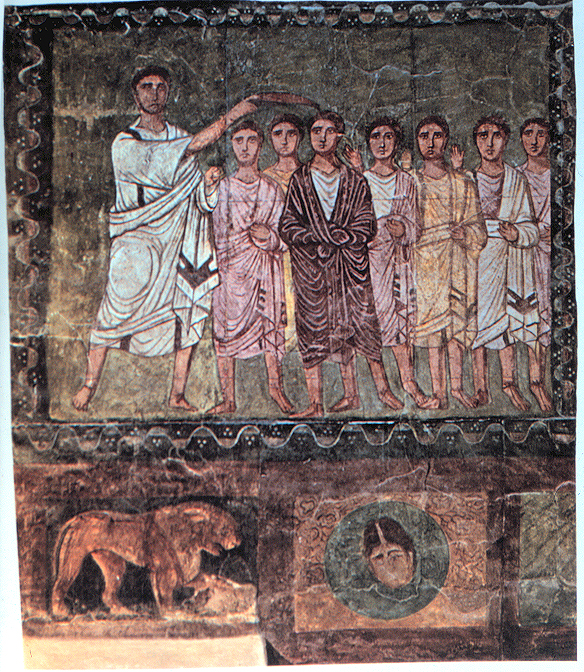
Samuel unge a David, Dura Europos, Siria, Fecha: siglo III d. C.

En las religiones abrahámicas, el Mesías (del latín bíblico Messĭas, y este a su vez del hebreo מָשִׁיחַ Māšîaḥ (o mĕšīāḥ), pronunciado [maː.ʃi.aħ] pronunciación aproximada "Mashiaj", que significa «ungido») es el salvador o liberador de un grupo de personas o de la humanidad en general. En el judaísmo y el cristianismo, se trata de un soberano, descendiente de David, prometido por los profetas al pueblo hebreo.A lo largo de la historia existieron muchas personas a las que se les consideró Mesías, pero generalmente, se entiende que este título en particular se asigna al enviado escogido por Dios, que traerá la paz a la humanidad instaurando el Reino de Dios.
Ha-mashiach (המשיח‎, 'the Messiah')  a menudo referido como melekh mashiach (מלך המשיח‎, 'Rey Mesías'), es un líder judío descendiente de la línea paterna David a través de Rey David y Rey Salomón. Se cree que bajo su mando se producirá la reunificación de las tribus de Israel, el establecimiento de todos los judíos a Eretz Israel, la reconstrucción del Templo de Jerusalén, el inicio de una Era Mesiánica de paz global universal, y la anunciación del Mundo por venir.
La traducción griega de Mesías es Christós (Χριστός, pronunciado Jristos)palabra que en la traducción de los Setenta aparece en lugar de מָשִׁיחַ, ungido. Los cristianos se refieren comúnmente a Jesús de Nazaret como el "Cristo" o el "Mesías", o bien, Jesucristo, creyendo que las profecías mesiánicas se cumplieron en su misión, muerte y resurrección. Sostienen, además, que en su Segunda Venida se cumplirán el resto de las profecías mesiánicas. A diferencia del concepto judío, Jesucristo es considerado por los cristianos como el Hijo de Dios y, en algunas ramas del cristianismo, como Dios mismo.
En el Islam, Jesús (en árabe: عيسى‎, romanizado: Isa) se considera que fue un profeta y el Mesías enviado a los israelitas, que regresará a la Tierra en la fin de los tiempos junto con el Mahdi, y derrotará a al-Masih ad-Dajjal, el falso Mesías. En la teología Ahmadiyya, se cree que estas profecías sobre el Mahdi y la segunda venida de Jesús se han cumplido en Mirza Ghulam Ahmad (1835-1908), el fundador del Ahmadiyya, en el que los términos Mesías y Mahdi son sinónimos de una misma persona.

## Etimología
El término «Mesías» proviene del hebreo מָשִׁיחַ (mashíaj, ‘ungido’), de la raíz verbal למשוח (mašáḥ ‘ungir’) y se refería a un esperado rey, del linaje de David, que liberaría a los judíos de la servidumbre extranjera y restablecería la edad dorada de Israel. Se le denominaba así ya que era costumbre ungir en aceites a los reyes cuando se los proclamaba. El término equivalente en griego es χριστός (christós ‘ungido’), derivado de χρίσμα (chrísma ‘unción’). El término griego, ampliamente utilizado en la Septuaginta y el Nuevo Testamento, dio en español la forma "Cristo".

## Diferencias entre doctrinas
De las religiones abrahámicas en el mundo, podemos destacar tres ramas principales y la relación que ellas tienen con la creencia en un Mesías.

### Judaísmo
Dentro del judaísmo, la creencia en el Mesías se fundamentó en la revelación de Dios, hecha a través de la Torá o Ley de Dios. Desde el Génesis se registraron muchas profecías mesiánicas dentro de la ley, que permitirían reconocerlo cuando llegase. Posteriormente, cobró auge durante el cautiverio de Babilonia, al adquirir una mayor importancia la concepción del mesías como salvador. Sin embargo la doctrina del Mesías no ha sido un tema importante de estudio debido a que esta no es eje central del judaísmo.
Maimónides, teólogo judío de la Edad Media y sus escrituras son base para el entendimiento del concepto de Mesías para los judíos, siendo uno de los personajes que más ha tratado este tema. Él afirmó: «Yo creo con fe absoluta en la llegada del Mesías, y aunque tardare, con todo lo esperaré cualquier día».
La escatología judía indica que la venida del Mesías vendrá acompañada de una serie de eventos específicos que no han ocurrido todavía, incluido el retorno de todos los judíos a la Tierra Prometida, la reconstrucción del Templo, la era de la paz y entendimiento en la cual «el conocimiento de Dios» llenará la tierra.
En el judaísmo, el mesías es considerado un gran líder carismático que está bien orientado con las leyes que se siguen en el judaísmo. Será el que no "juzgará por lo que ven sus ojos" ni "decidirá por lo que oyen sus oídos".
Aunque originalmente era una idea marginal, algo controvertida, la creencia en la eventual venida de un futuro mesías es una parte fundamental del judaísmo y es uno de los 13 principios de fe de Maimónides. Maimónides describe la identidad del Mesías en los siguientes términos:

Y si un rey se levantare de entre la Casa de David, estudiando la Torá y ocupado con los mandamientos como su padre David, de acuerdo con la Torá escrita y oral, y él impulsará a todo Israel a seguirla y fortalecer las violaciones en su observancia, y peleará las guerras de Dios, este debe ser tratado como si fuera el ungido. Si tuvo éxito y construyó el Templo Sagrado en su lugar apropiado y reunió a los dispersos de Israel, este es ciertamente el ungido, y restaurará al mundo entero para adorar al Señor juntos, como está dicho: "Porque entonces daré a las naciones una lengua limpia, para que todos proclamen el Nombre del Señor y lo adoren con una resolución unida (Sofonías 3:9)."

A pesar de que la eventual venida del mesías es una creencia fuertemente defendida en el judaísmo, tratar de predecir el tiempo real en que vendrá el mesías es un acto que está mal visto. Se cree que este tipo de acciones debilitan la fe que la gente tiene en la religión. Entonces, en el judaísmo, no hay un momento específico en el que venga el Mesías. Más bien, son los actos del pueblo los que determinan cuándo viene el Mesías. Se dice que el mesías vendrá cuando el mundo más lo necesite (cuando el mundo sea tan pecaminoso y necesite desesperadamente que el mesías lo salve) o cuando más lo merezca (cuando la bondad genuina prevalezca en el mundo).

#### El judaísmo sobre Jesús
Los judíos han visto tradicionalmente a Jesús de Nazareth como uno de tantos falsos mesías que han aparecido a lo largo de la historia. Se le ve como el que más ha influido en su pueblo y, por ello, el que más daño ha causado.
El judaísmo nunca ha aceptado ninguna de las profecías que los cristianos atribuyen a Jesús, y para ellos, ninguna de las prerrogativas que anunciarán la venida del mesías han ocurrido durante su vida, por lo que no puede considerarse siquiera como candidato a Mesías.

### Cristianismo

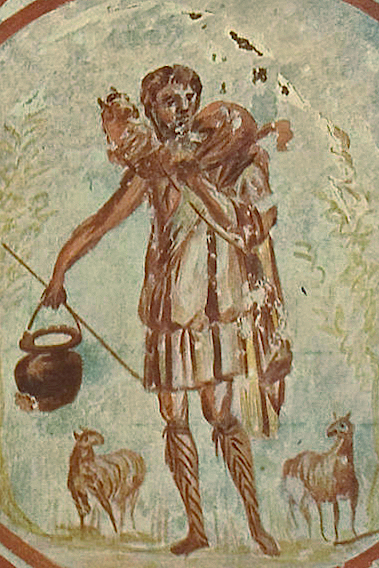
Una de las representaciones más antiguas de Jesús. Caracterizado como el buen pastor.

La Biblia parece hacer referencia a varias facetas del Mesías, una como rey, gobernante y restaurador, y otra como siervo sufriente. Esto ha dado lugar a distintas posiciones acerca de cómo debería ser el mesías.
Los cristianos denominan Mesías a Jesús de Nazaret, llamándole Cristo, traducción literal del hebreo Mesías. Según la Torá la promesa de la venida del Mesías se extiende a toda la descendencia de Abraham, Isaac y Jacob (luego Israel), de quien surgieron las 12 tribus de Israel. Según la tradición cristiana, la promesa hecha a Israel en realidad debería entenderse como realizada a todos los hombres, razón por la que Jesús sería entonces el Mesías y el redentor de la humanidad.
Procedente del concepto en el judaísmo, el Mesías en el cristianismo se llama el Cristo -del griego khristós (χριστός), traduciendo la palabra hebrea del mismo significado. 'Cristo' se convirtió en la designación y el título cristianos aceptados de Jesús de Nazaret, ya que los cristianos creen que las profecías mesiánicas del Antiguo Testamento -que desciende de la línea davídica, y fue declarado Rey de los Judíos- se cumplieron en su misión, muerte y resurrección, mientras que el resto de las profecías -que marcará el comienzo de una Era Mesiánica y del Mundo Venidero- se cumplirán en su Segunda Venida. Algunas denominaciones cristianas, como la Catolicismo, creen en cambio en la teología amilenialista, pero la Iglesia Católica no ha adoptado este término.
La mayoría de las teologías cristianas históricas y principales consideran a Jesús como el Hijo de Dios y Dios Hijo, un concepto de mesías fundamentalmente diferente de los conceptos judíos e islámicos. En cada uno de los cuatro Evangelios del Nuevo Testamento, la única unción de Jesús literal es realizada por una mujer. En el Evangelio de Marcos, en el de Mateo, y en el de Juan, esta unción ocurre en Betania, en las afueras de Jerusalén. En el Evangelio de Lucas, la escena de la unción tiene lugar en un lugar indeterminado, pero el contexto sugiere que es en Galilea, o incluso una unción distinta.

#### Otras corrientes cristianas
Para los Testigos de Jehová, la concepción de mesías no es igual que en el resto de corrientes cristianas (aunque también para ellos cobra gran importancia el advenimiento o Segunda Venida de  Jesús), pues no creen en la doctrina de la Trinidad, por lo que el mesías, en este caso, no es Dios mismo, sino el Hijo único del Dios de los judíos Jehová. Sin embargo, con Jesús llega la época mesiánica, restaurando el mundo del pecado cometido por Adán y Eva.

### Islam
El islam señala a I'sa (Jesús de Nazaret), Mahdi o el bien guiado, como los que inaugurarán una era de justicia.
Para la parte mayoritaria del islam, el concepto de Mahdi tiene una escatología según la cual el Mahdi nacerá én los Últimos Tiempos, por lo que no se admite que fuera una persona concreta que ya hubiera existido. También se ha indicado que Mahdi tendrá una relación especial con los pobres. En muchos ámbitos se confunde el término de Mesías adjudicándolo al Mahdi, quien guiará a la Umma, hacía un retorno a la creencia, siendo el Mesías Isa (Jesús) Hijo de María, quien retornará para luchar junto al Mahdi contra el Al-Dajjal (Anticristo)
Actualmente, hay importantes Shaykhs musulmanes que afirman que estamos en la época de la venida de Mahdi.[cita requerida] Incluso hay algunos que afirman haber tenido contacto con Mahdi.[cita requerida]

### Movimiento rastafari

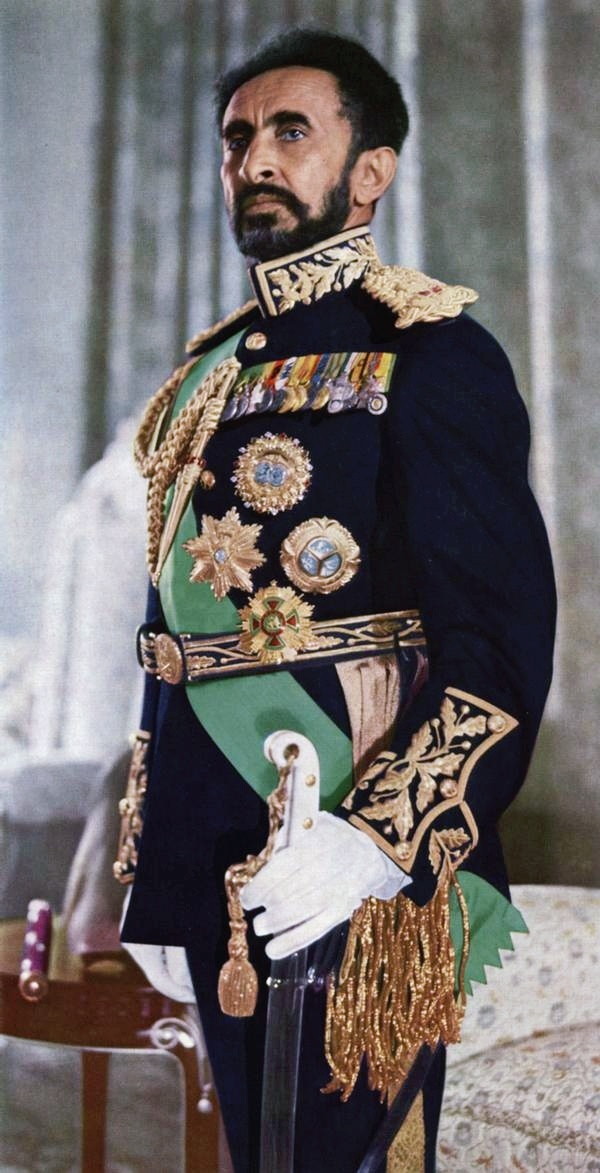
Haile Selassie, el mesías negro del movimiento rastafari.

El emperador Haile Selassie I de Etiopía, que según la tradición es descendiente directo de Salomón hijo de David, es considerado por el Movimiento rastafari como la tercera reencarnación –después de Melquisedec y Jesús– de Jah, el Mesías.
Gran parte de esta creencia se debe a la «profecía» de Marcus Garvey, que consideran reencarnación de Juan el bautista:

Miren hacia África porque cuando un Rey negro sea coronado el día de la liberación estará cerca.
Marcus Garvey

Selassie, devoto cristiano, negó ser el Mesías, aun así los Rastas creen que él es un mensajero de Dios.

## En la cultura popular
- The Messiah, película iraní del 2007 sobre la vida de Jesús desde una perspectiva islámica.
- The Young Messiah, película estadounidense del 2016 sobre la infancia de Jesús desde una perspectiva cristiana.
- El mesías de Dune, novela de Frank Herbert de 1969 parte de la trilogía de Dune.

Las siguientes obras incluyen el concepto de un mesías como líder de una causa o liberador de un pueblo:
- El Mesías judío, una novela de 2008 de Arnon Grunberg.
- El Mesías, una novela de Andrei Codrescu de 1999.